# نهسي
نهسي هو أحد كبار القصر في عهد حتشبسوت (أسرة مصرية ثامنة عشر) نحو عام 1490 قبل الميلاد. يعتقد بعض علماء الآثار أنه كان من أصل نوبي بحسب هذا الاسم، ولكن البعض الآخر لا تشارك في هذا الافتراض إذ أن كلمة نهسي بالمصرية القديمة تعني أيضا «يقظ» أو «المتيقذ». كان يقوم بعدة وظائف للملكة حتشبسوت، منها أمير بيت الثروات وحامل أختام الملك.
عهدت حتشبسوت إلى نهسي بمهمة الاعداد والقيام ببعثة إلى بلاد بنط في جنوب البحر الأحمر. شملت البعثة 5 سفن كبيرة كما هو مذكور على أحد حوائط معبد حتشبسوت في الدير البحري كل واحدة منها 50 ذراع طولا (نحو 21 متر) وعليها 210 من البحارة. ومن ضمن الرجال كان مع البعثة كتبة يسجلون أنواع النباتات والحيوانات الاستوائية ومعلومات عن سكان بلاد بنط.
كانت البعثة بغرض التجارة واستيراد البخور والمر، كما عاد المصريون ومعهم أشجارا وحيوانات وفراء.
بعد وفاة نهسي حنط ودفن في مثبته بسقارة.

## اقرأ أيضا
- سفينة حتشبسوت
- معبد حتشبسوت (الأقصر)
- بناء السفن في مصر القديمة
- حتشبسوت
- بنط
- سنموت
- مقبرة سننموت
- بيت المليون سنة